# Miroslav Dvořák (manažer)
Miroslav Dvořák (* 20. července 1970) je český manažer a podnikatel. Je majoritním vlastníkem skupiny RenoFarmy.
Působil od 11. března 2011 do 27. srpna 2014 jako generální ředitel a předseda představenstva společnosti Český Aeroholding, a.s. Dříve působil také jako generální ředitel Letiště Praha a od roku 2008, kdy se tato firma transformovala do akciové společnosti, do roku 2011 byl i jejím předsedou představenstva. Od října 2009 do roku 2011 byl také prezidentem a předsedou představenstva Českých aerolinií.
V roce 2004 založil společnost RenoEnergie, v září 2023 z této společnosti odešel.
Miroslav Dvořák má tři děti a patří mu mj. vila na Karlově u Hartmanic.

## Vzdělání
Vystudoval Provozně-ekonomickou fakultu České zemědělské univerzity se specializací na obchod, finance a obchodní právo.

## Kariéra
- 1992–1997 – kariéra v ČSOB na pozici zástupce ředitele odboru správy aktiv.
- 1998–2002 – působil v Patria Finance jako ředitel a předseda představenstva společnosti Patria Asset Management.
- 2002–2007 – byl jmenován vrchním ředitelem privátního bankovnictví ČSOB.
- 2007–2011 – byl generálním ředitelem Letiště Praha a od roku 2008, kdy se tato firma transformovala do akciové společnosti, do roku 2011 byl i jejím předsedou představenstva.
- říjen 2009–2011 – prezident a předseda představenstva Českých aerolinií.
- od března 2011–2014 byl předsedou představenstva společnosti Český aeroholding a od 1. 11. 2011 také jejím generálním ředitelem.[1]
- od ledna 2016 se stal předsedou správní rady a majoritním vlastníkem skupiny RenoFarmy.